# Blumenstein
Blumenstein (toponimo tedesco) è un comune svizzero di 1 227 abitanti del Canton Berna, nella regione dell'Oberland (circondario di Thun).

## Storia
Nel 1859 ha inglobato il comune soppresso di Tannenbühl.

## Monumenti e luoghi d'interesse

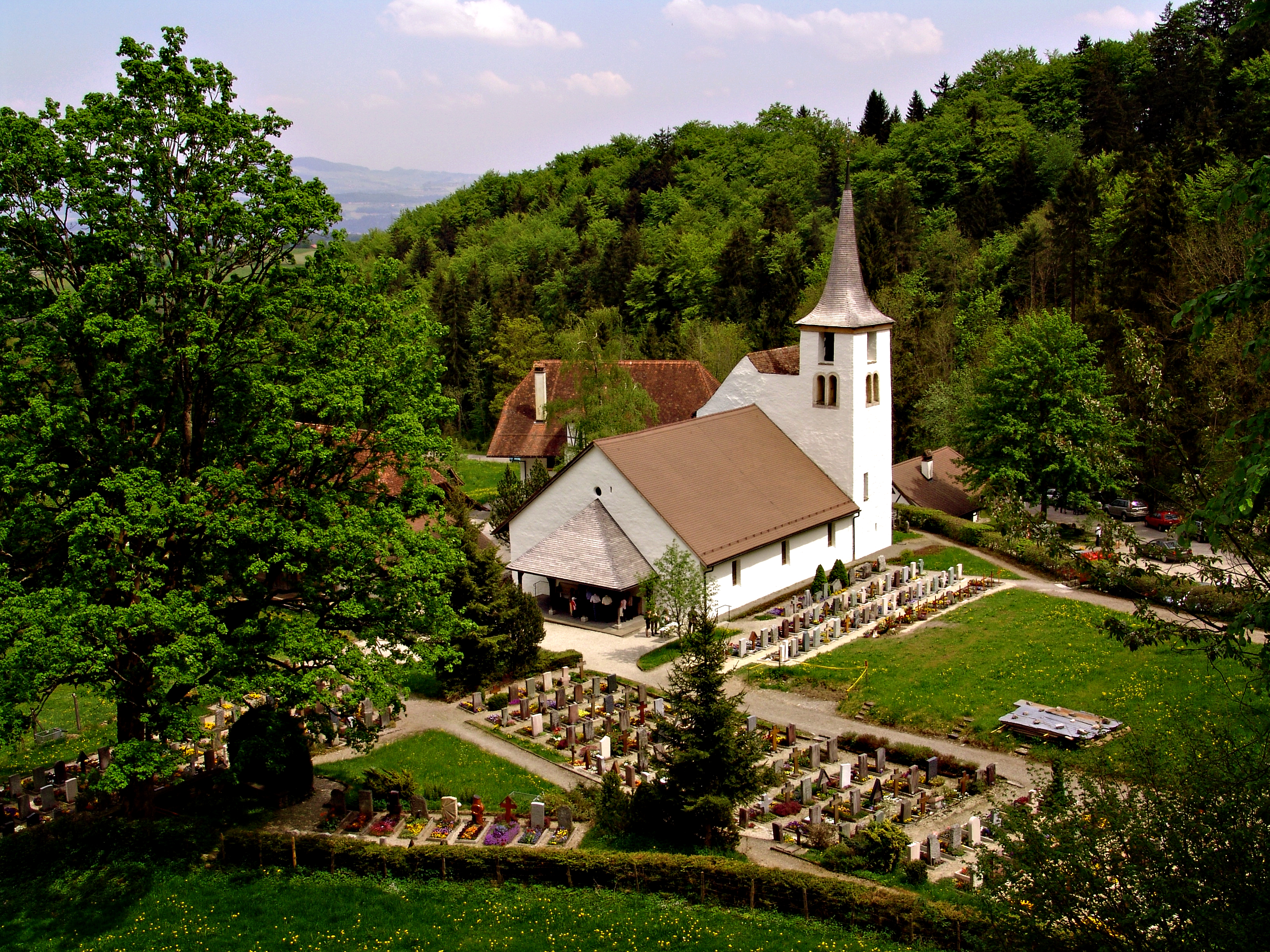
La chiesa riformata

- Chiesa riformata (già di San Nicola), eretta nell'XI secolo e ricostruita nel XIV secolo[1].

## Società

### Evoluzione demografica
L'evoluzione demografica è riportata nella seguente tabella:
Abitanti censiti

## Geografia antropica

### Frazioni
Le frazioni di Blumenstein sono:
- Aussen-Blumenstein
  - Bodenzingen
  - Lochmannsbühl
  - Reckenbühl
  - Tannenbühl[3]
- Inner-Blumenstein
  - Blumenstein
  - Eschli
  - Gassen
  - Rüdeli
  - Wäsemli

## Amministrazione
Ogni famiglia originaria del luogo fa parte del cosiddetto comune patriziale e ha la responsabilità della manutenzione di ogni bene ricadente all'interno dei confini del comune.